# A Magyar Nemzeti Bank elnökének rendelete
A  Magyar Nemzeti Bank elnökének rendelete olyan jogszabály, melyet a Magyar Nemzeti Bank (MNB) elnöke hoz meg.

## Jellemzői
A jegybanki alapkamatról, és a kibocsájtott forintérmék- és bankjegyek leírásáról is ez rendelkezik; vagyis mindennapi életünket meghatározza.
Bár neve alapján a rendeletet az MNB elnöke hozza, a jegybanki alapkamatról mégis a Monetáris Tanács dönt; döntését az elnök köteles elfogadni.
Magyarországon - a többi jogszabályhoz hasonlóan - csak a Magyar Közlönyben való megjelenés után léphet hatályba. A Magyar Közlöny "IV. A Magyar Nemzeti Bank elnökének rendeletei, valamint az önálló szabályozó szerv vezetőjének rendeletei" fejezetében jelenik meg.
Az egyes rendeletek hivatalos neve tartalmazza az éven belüli sorszámukat, a kihirdetés évét, hónapját és napját, az "MNB" rövidítést és a rendelet címét; pl.: 4/2013. (III. 26.) MNB rendelet a jegybanki alapkamat mértékéről.

### A rendeletek száma
Általában a rendeletekből általában nem születik sok: 2010-ben 21, 2011-ben 24, 2012-ben pedig 26 rendeletet hozott az MNB elnöke. Ugyanakkor 2017-ben 39 rendeletet adott ki, míg 2018. július 3-án adták ki a 26/2018. (VII. 3.) MNB rendeletet.